# ポール・ベルトン
ポール・ベルトン（Paul Berthon 、1872年3月15日 - 1934年2月27日）はフランスの画家、ポスター画家、室内装飾家である。

## 略歴
フランス東部、ローヌ県のヴィルフランシュ＝シュル＝ソーヌで小学校監督官の息子に生まれた。地元で絵画を学び、1893年からパリの師範学校(École normale d'enseignement du dessin)でリュック＝オリヴィエ・メルソンやピエール・ピュヴィス・ド・シャヴァンヌに学んだ。この学校で、アール・ヌーヴォーの先駆者とされるウジェーヌ・グラッセの指導を受けたことなどから、ベルトンもアールヌーボーのスタイルに進むことになった。
もう一人のグラッセの学生、モーリス・ピヤール・ベルヌーイ(Maurice Pillard Verneuil:1869-1942)と同じようにグラッセに影響を受けたスタイルで、ポスターや書籍デザインやドイツの陶磁器メーカー、ビレロイ&ボッホの陶器デザインもした。
1934年、オー＝ド＝セーヌ県のソーで亡くなった。

## 作品

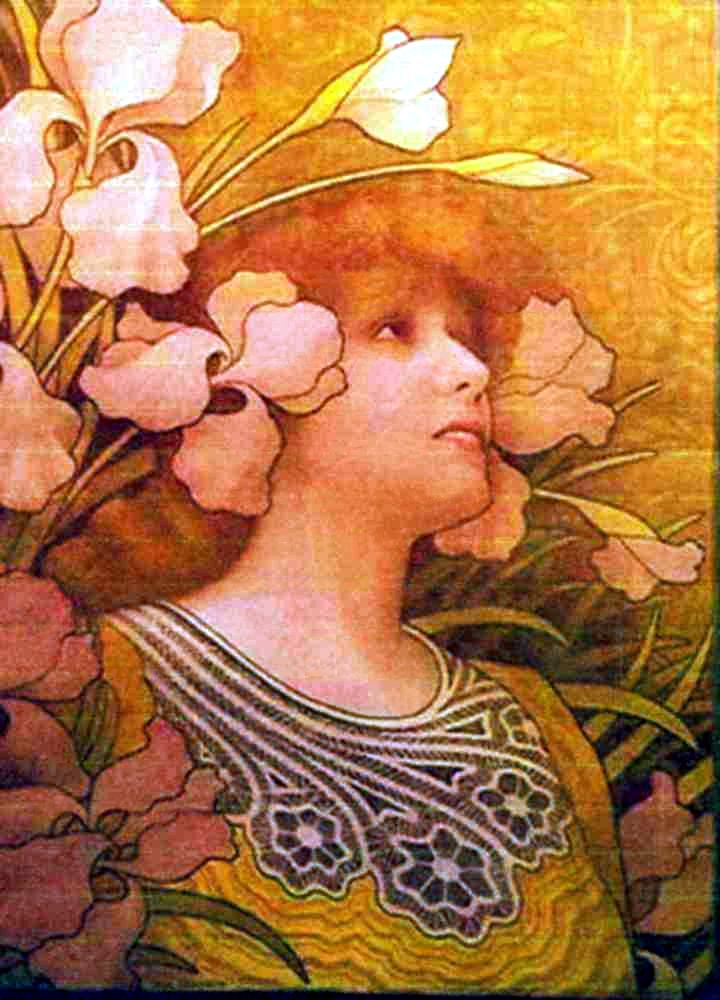
サラ・ベルナール
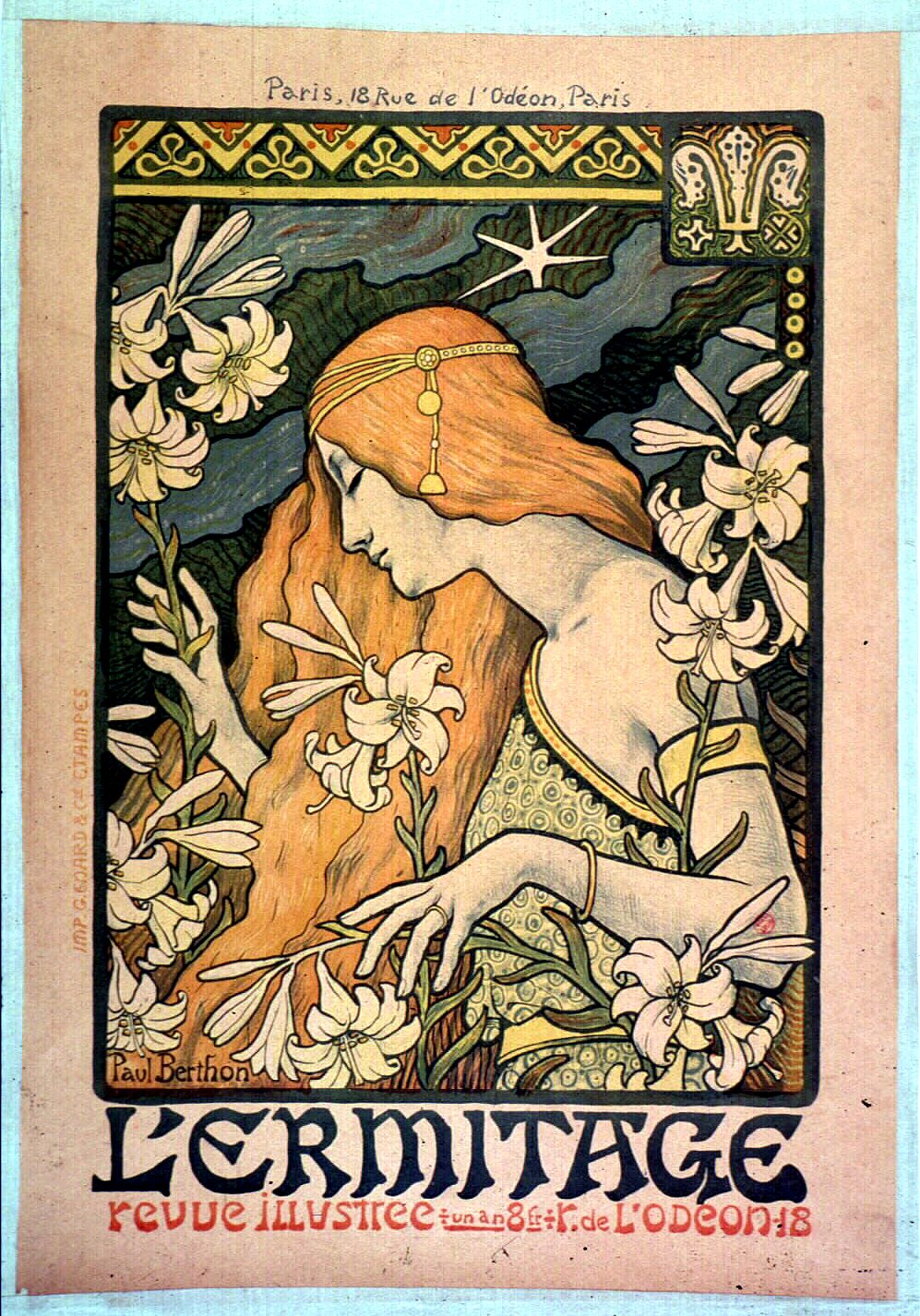
雑誌広告ポスター
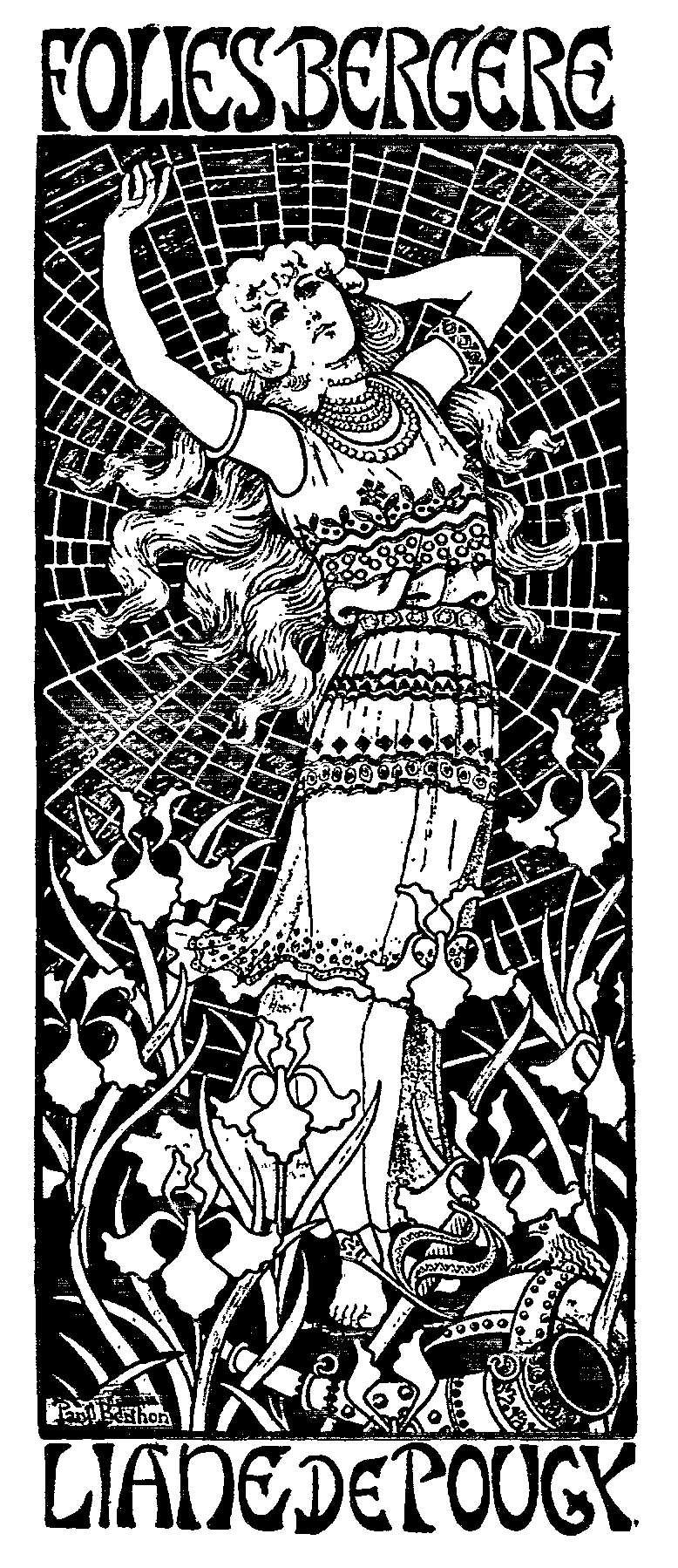
リアーヌ・ド・プジー
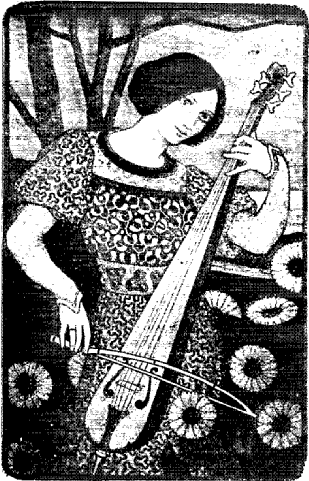
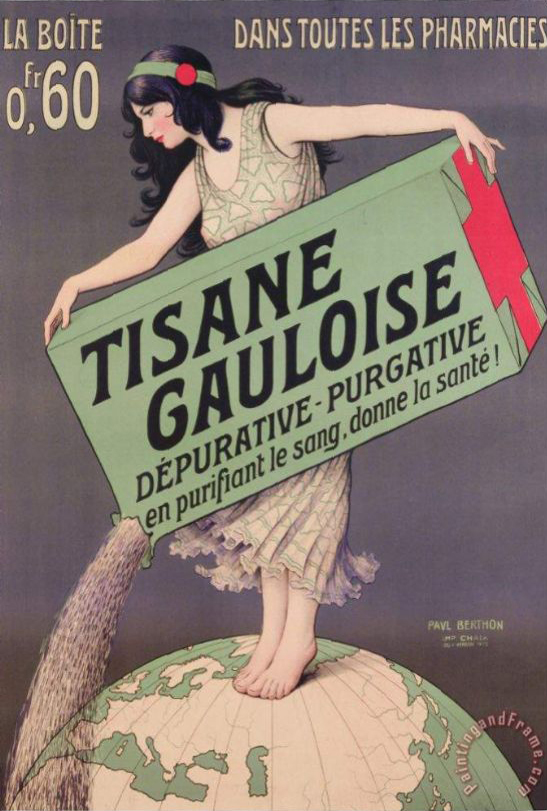
茶製品のポスター